# District de Kežmarok
Le district de Kežmarok est l'un des 79 districts de Slovaquie dans la région de Prešov.

## Démographie

### Évolution de la population
| Année:               | 1994.  | 2004.    | 2014.    | 2024.   |
| -------------------- | ------ | -------- | -------- | ------- |
| Nombre de personnes: | 58 966 | 65 129   | 72 570   | 75 862  |
| Différence:          |        | +10,45 % | +11,42 % | +4,53 % |

| Année:               | 2023.  | 2024.   |
| -------------------- | ------ | ------- |
| Nombre de personnes: | 75 188 | 75 862  |
| Différence:          |        | +0,89 % |

## Liste des communes
Source :

### Villes
- Kežmarok
- Spišská Stará Ves
- Spišská Belá

### Villages
Abrahámovce | Bušovce | Červený Kláštor | Havka | Holumnica | Hradisko | Huncovce | Ihľany | Javorina | Jezersko | Jurské | Krížová Ves | Lechnica | Lendak | Ľubica | Majere | Malá Franková | Malý Slavkov | Matiašovce | Mlynčeky | Osturňa | Podhorany | Rakúsy | Reľov | Slovenská Ves | Spišské Hanušovce | Stará Lesná | Stráne pod Tatrami | Toporec | Tvarožná | Veľká Franková | Veľká Lomnica | Vlková | Vlkovce | Vojňany | Vrbov | Výborná | Zálesie | Žakovce